# 일류신 Il-14
일류신 Il-14(영어: Ilyushin Il-14)는 소련의 쌍발 상업용 및 군사용 항공기 및 화물 수송기이다. 1950년에 첫 비행을 가졌으며 1954년부터 생산에 들어갔다. 일류신 Il-14에서 파생된 항공기로는 동독에서 제작된 VVB 플루크초이크바우(VVB Flugzeugbau), 체코슬로바키아에서는 제작된 아비아 14(Avia 14)가 있다. 일류신 Il-14는 대체로 안토노프 An-24와 야코블레프 Yak-40으로 대체되었다.

## 제원
- 승무원: 4 명 (승무원)
- 수용 인원: 24-32 명의 승객
- 길이: 22.30m (73ft 2 in)
- 날개 길이: 31.70 m (104 ft 0 in)
- 높이: 7.90 m (25ft 11 in)
- 날개 면적: 99.7 m² (1,073 ft²)
- 자체 중량: 12,600 kg (27,778 lb)
- 최대 중량: 18,000 kg (39,683 lb)
- 동력 장치: 2 × Shvetsov ASh-82T 14 기통 공랭식 레이디 엔진, 각각 1,417 kW (1,900 마력)
- 최대 속도: 417 km / h (225 kn, 259 mph)
- 항속 거리: 1,305 km (705 nmi, 811 mi) (최대 탑재량)
- 실용 상승 한도: 7,400 m (24,280 ft)
- 상승 속도: 5m / s (900fpm)

## 같이 보기
- 군용 수송기
- 일류신 Il-12